# Naoto Arai
Naoto Arai (新井 直人 Arai Naoto?), född 7 oktober 1996 i Tokyo prefektur, är en japansk fotbollsspelare.
Arai började sin karriär 2019 i Albirex Niigata.